# Steven Wink

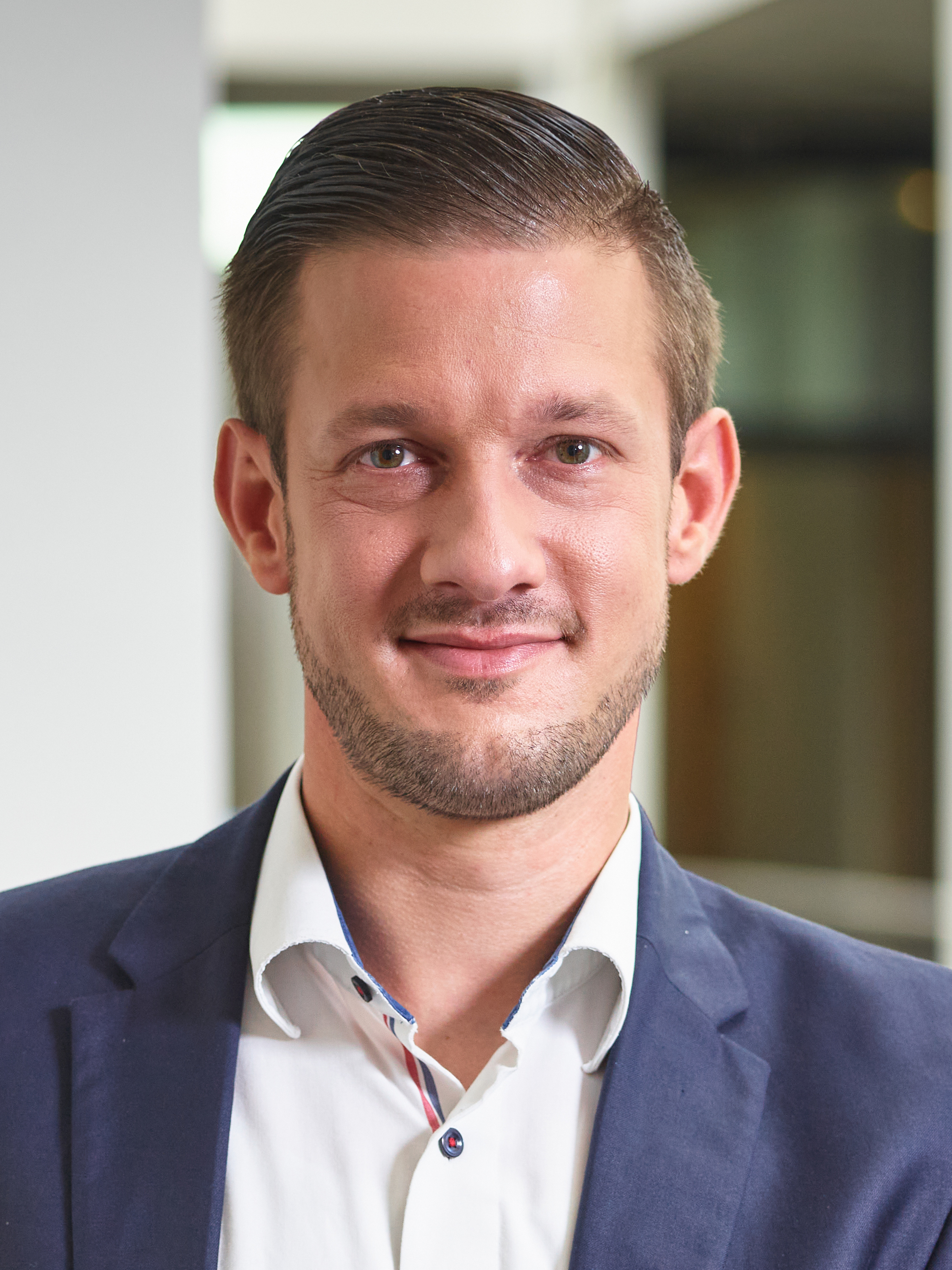
Steven Wink (2021)

Steven Wink (* 9. Mai 1984 in Ottweiler) ist ein deutscher Politiker (FDP). Er ist seit 2016 Mitglied des rheinland-pfälzischen Landtages und seit 2025 Vorsitzender der FDP-Landtagsfraktion.

## Leben und Ausbildung
Wink wurde 1984 in Ottweiler geboren und wuchs in Pirmasens auf. Nach seiner mittleren Reife absolvierte Wink eine Ausbildung zum Industriemechaniker, die er 2003 abschloss. Anschließend verpflichtete er sich bei der Bundeswehr. Er war als spezialisierte Einsatzkraft der Marine und bei den Fallschirmjägern eingesetzt. Durch seine Tätigkeit als Mitglied im Gesamtvertrauenspersonenausschuss war Wink an Grundsatzentscheidungen des Verteidigungsministeriums beteiligt. Nachdem Wink seine Fachhochschulreife nachgeholt hatte, absolvierte er ein Wirtschaftsstudium im Bereich Steuern und Rechnungswesen an der ASW – Berufsakademie Saarland. Dieses schloss er 2014 mit dem Grad Bachelor of Arts ab. Nachdem er bei einer Wirtschaftsprüfungsgesellschaft und als Management Assistent gearbeitet hatte, war er seit Mitte 2016 Leiter Rechnungswesen einer Schuhmanufaktur in Pirmasens, bevor er 2022 wieder in eine Steuerberatungskanzlei wechselte. Den Grad des Master of Arts in Rechnungs-, Prüfungs- und Finanzwesen legte er im Juli 2016 an der Hochschule für Wirtschaft und Technik (HTW) Saar ab.
Von 2014 bis 2023 betrieb Wink gemeinsam mit einem Freund nebenberuflich ein Startup, welches im Bereich Forschung und Entwicklung tätig war. 
Seit 2025 ist er als Dozent, Autor und Berater neben dem Landtagsmandat selbstständig.

## Politik
Wink ist seit 2008 Mitglied der FDP und der Jungen Liberalen. Nachdem er 2012 zum stellvertretenden Vorsitzenden der FDP Pirmasens gewählt wurde, wählten ihn die Jungen Liberalen Rheinland-Pfalz 2013 zu ihrem Landesvorsitzenden. Wink, der seit dem gleichen Jahr auch dem Landesvorstand der FDP Rheinland-Pfalz angehört, trat zur Landtagswahl in Rheinland-Pfalz 2016 als Spitzenkandidat der JuLis auf Platz 5 der FDP-Landesliste an. Bereits 2009 und 2014 kandidierte Wink auf der FDP Liste zur Pirmasenser Stadtratswahl und 2013 als Direktkandidat im Wahlkreis 211 zur Bundestagswahl.
Bei der Landtagswahl 2016 wurde er in den 17. Landtag von Rheinland-Pfalz gewählt. Dort war er Mitglied im Ausschuss für Wirtschaft und Verkehr, im Ausschuss für Gesundheit, Pflege und Demografie, im Ausschuss für Soziales und Arbeit sowie im Ausschuss für Medien, Digitale Infrastruktur und Netzpolitik. Er war Jugendpolitischer Sprecher der FDP-Landtagsfraktion.
Weiter war Wink Mitglied im Vorstand der Stiftung „Grüner Wall im Westen – Mahnmal ehemaliger Westwall“, im interfraktionellen Arbeitskreis für die Partnerschaft mit Ruanda, in der Datenschutzkommission des Landes Rheinland-Pfalz, im Beirat des Landesbetriebes für Daten und Information und im Beirat zum Landestransparenzgesetz.
Für den Landtag Rheinland-Pfalz war Wink Mitglied im Beirat der Investitions- und Strukturbank Rheinland-Pfalz, in der Versammlung der Landeszentrale für Medien und Kommunikation und im Jugendhilfeausschuss Rheinland-Pfalz. In der Versammlung der Landeszentrale für Medien und Kommunikation war Wink ab November 2017 Vorsitzender des Rechnungsprüfungsausschusses und Mitglied im Hauptausschuss. Zudem war er ab Anfang 2017 FDP-Obmann in der Enquete-Kommission Wirtschafts- und Standortfaktor Tourismus in Rheinland-Pfalz, die im September desselben Jahres ihre Arbeit aufnahm. Bei der Landtagswahl in Rheinland-Pfalz 2021 kandidierte er wie bereits 2016 im Wahlkreis Pirmasens, verpasste jedoch zunächst den Wiedereinzug in den Landtag. Allerdings rückte er gleich zu Beginn der Legislaturperiode, am 18. Mai 2021, für Andy Becht in den Landtag nach.
Im 18. Landtag von Rheinland-Pfalz ist Steven Wink Mitglied im Ausschuss für Gesundheit, im Ausschuss für Arbeit, Soziales, Pflege und Transformation, im Ausschuss für Wirtschaft und Verkehr, im Petitionsausschuss sowie in der Strafvollzugskommission.
Am 2. April 2025 wurde Wink als Nachfolger von Philipp Fernis zum Vorsitzenden der FDP-Landtagsfraktion gewählt.
Seit Mai 2017 ist Wink Mitglied des Stadtrates Pirmasens.

## Sonstige Funktionen
Seit Mai 2017 ist Wink stellvertretendes Mitglied im Aufsichtsrat der Krankenhaus Pirmasens gGmbH und im medizinischen Versorgungszentrum des städtischen Krankenhauses Pirmasens gGmbH (MVZ).

## Weitere Aktivitäten
Wink ist u. a. Mitglied im Deutschen Bundeswehrverband, Bund der Steuerzahler Deutschland, ASB Pirmasens.

## Privates
Wink ist verheiratet und hat zwei Kinder.